# Kotvice plovoucí

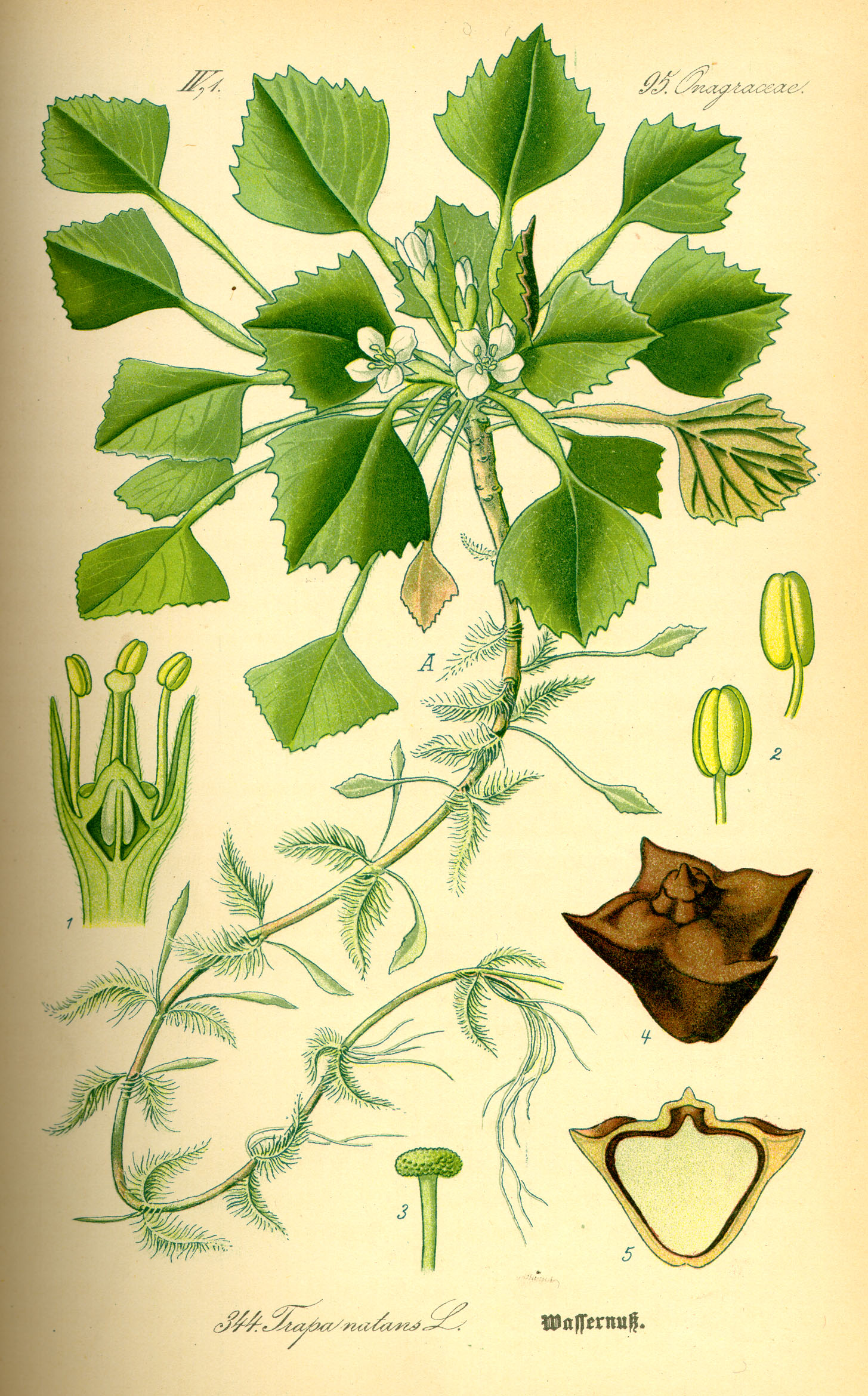
Nákres kotvice plovoucí

Kotvice plovoucí (Trapa natans) je vodní bylina s listy splývajícími na hladině, jediný druh rodu kotvice, který roste v České republice.

## Výskyt
Rostlina se vyskytuje téměř v celé Evropě kromě severních oblastí a dále na jižní Sibiři a v jižní a jihovýchodní Asii. Zavlečena byla do Severní Ameriky, východní Austrálie a východní Afriky. Roste ve stojatých nebo jen mírně tekoucích a na živiny bohatých vodách, nejčastěji v nížinatých oblastech ve slepých ramenech řek, v jezerech a rybnících s hloubkou vody obvykle do 4 m. Dobře snáší kolísání hladiny, je značně světlomilná.
V České republice vyrůstá jen velice vzácně na ojedinělých lokalitách (je to kriticky ohrožený druh) v jižních a východních Čechách, na jižní a střední Moravě a na hranicích Moravy a Slezska v poříčí řeky Odry.

## Popis

### Lodyhy
Jednoletá, částečně ponořená a částečně plovoucí rostlina s dlouhou, nerozvětvenou tenkou lodyhou dosahující délky 0,5 až 2 m (někdy i více). Mnohočlánková lodyha, tkvící v bahně ukotvená náhodnými kořeny vyrostlými z dolní části lodyhy, částečně splývá po hladině a jen vrcholem vyčnívá nad vodou. V tenké ponořené části z uzlin od sebe vzdálených 4 až 12 cm vyrůstají ve dvojicích nebo shlucích až 8 cm dlouhé rozvětvené vláskovité kořínky obsahující chlorofyl, jsou proto někdy mylně považovány za listy.

### Listy
Kotvice plovoucí má dva druhy listů. První dočasné, asi 6 cm velké, vyrůstají na lodyze, pokud ta roste ze semene na dně a nedosáhla ještě hladiny. Když je již lodyha delší než sloupec vody a začne vytvářet listy nad hladinou, spodní listy opadnou a jsou nahrazeny kořínky. Na konci lodyhy vynořené nad hladinou začnou vyrůstat plovoucí řapíkaté listy, s internodiemi jen 6 až 12 mm, které vytvoří 15listovou až 35listovou růžici. Měchýřkovitě nafouklé chlupaté řapíky o délce 3 až 10 cm (u vnějších listů růžice jsou delší) udržují listy a později i květy a plody nad hladinou. Kožovité čepele těchto listů kosníkovitého tvaru veliké 2,1 až 4 × 1,9 až 4,1 cm (0,8 až 1,1krát delší než širší) mají okraje distálně pilovité, horní listovou plochu lesklou, lysou a spodní listovou plochu světlejší, porostlou jemnými chloupky.

### Květy
Z úžlabí nejhořejších listů plovoucí růžice v červnu až srpnu vyrůstají oboupohlavné bílé květy velké asi 1 cm. Vykvétají na stopkách dlouhých 11 až 15 mm, které se při dozrávání plodů prodlužují a sklápějí dolů. Vytrvalý, tuhý, obvykle lysý kalich má 4 ostře kopinaté až trojúhelníkovité cípy dlouhé 3,3 až 4 mm, které vyrůstají na okraji číšky a jsou srostlé se spodní půli semeníku. Bílá koruna je tvořena 4 obvejčitými lístky o rozměrech 5,5 až 6,5 × 3 až 4 mm a je mírně delší než kalich; rozvíjí se před východem slunce a zůstává otevřena jen po několik hodin. V květu jsou, střídavě s korunními plátky, 4 nadplodní tyčinky dlouhé 3 až 3,2 mm s prašníky velkými 1,3 mm. Polospodní semeník, obklopený 8laločným oplodním terčem, je složený ze dvou plodolistů a nese na vrcholu jednoduchou čnělku dlouhou 2,2 až 2,3 mm s hlavičkovou bliznou a obsahuje v každém pouzdře jedno vajíčko.
Rostlina vykvétá pouze tehdy, jestliže teplota vody neklesá pod 20 °C. Květ je otevřen a připraven k opylení jen po několik hodin. Po opylení se stopka ohýbá dolů a plod dozrává ve vodě.

### Plody
Plodem je jednosemenný oříšek (z morfologického hlediska peckovice) variabilního tvaru, obvykle v obrysu vejčitý až zaobleně trojúhelníkovitý, dlouhý asi 3 cm a široký 2,5 cm. Při dozrávání je plod ještě na povrchu pokryt a chráněn měkkou bylinnou číškou, která po dozrání odpadne. Zralý plod se pak uvolní a spadne obalen zdřevnatělým vytrvalým kalichem na dno. Je leskle červenohnědý a má 4 křídlové výběžky dlouhé okolo 1 cm; horní a spodní páry jsou protistojné, jsou to zdřevnatělé cípy kalichu; na vrcholu plodu je zobánek. Na koncích výběžků jsou obrácené tuhé ostnité chlupy a na vrcholu je otvor s věnečkem štětin, na bázi výrazně kosočtverečný pupek s valem. Lysé oplodí má lesklá žebra.
Hnědé semeno dlouhé 15 mm a široké 6 mm je v obrysu srdčité s mírně vydutými boky. Na jedné straně je vyduté a hrubě svraštělé, na druhé vypouklé a hladké.

### Rozmnožování
Kotvice plovoucí se množí v průběhu léta vegetativně (odlomením lodyhy), jinak generativně. Koncem léta rostliny v chladné vodě postupně hynou a zralé plody opadávají do bahna, kde jim ostré výběžky pomáhají uchytit se. S nástupem jara a oteplením vody semena obvykle vyklíčí, zapustí do půdy kořínek a k hladině vyroste lodyha olistěná dočasnými listy.
Klíčivost si semena udržují až 12 let, většinou však vyklíčí v prvých dvou letech; skladování v suchu nesnášejí. Jediné semeno může dát vzniknout 10 až 15 růžicím a v každé růžici může uzrát 15 až 20 semen. Do větší vzdálenosti se rostlina šíří jen pomocí vodních proudů odnášejících lodyhy nebo plody – ty ostatně mohou na jiná místa přenášet ptáci nebo jiní živočichové včetně lidí.

## Rozdílný náhled
Jak se může v rozdílných podmínkách chovat a jak může být jeden a tentýž druh rostliny hodnocen, svědčí následující.

### Ohrožený druh
Kotvice plovoucí je v České republice i v okolních státech (Slovensko, Polsko, Maďarsko, Ukrajina, Rusko) výrazně na ústupu, a je proto chráněna. Na podporu její ochrany byla vyhláškou Ministerstva životního prostředí ČR č. 395/1992 Sb. ve znění vyhl. č. 175/2006 Sb. a „Černým a červeným seznamem cévnatých rostlin České republiky z roku 2000“ zařazena mezi kriticky ohrožené druhy (IUCN: critically endangered = CR) naší flóry.

### Invazivní druh
V některých místech, kde není původní, např. na severovýchodě Spojených států nebo jihovýchodě Austrálie, se z této rostliny stal nevítaný invazivní druh. Kotvice plovoucí je zařazena na celosvětovém seznamu 100 nejnebezpečnějších invazních rostlin. V některých oblastech Severní Ameriky dosahuje zaplevelení touto rostlinou až množství 50 růžic na 1 m², což zcela znemožňuje koupání, rybaření a užívání malých lodí. Ve státě Nový Jižní Wales v Austrálii mají zavedenou telefonní linku, na níž je možné oznámit nalezení kotvice plovoucí, a je zavedena povinnost místních orgánů ji do tří dnů po nahlášení zlikvidovat.

### Užitečný druh
Běžně se kotvice plovoucí po tisíciletí pěstuje ve východní a jihovýchodní Asii jako doplňková plodina v období zaplavených rýžových polí. Před uzráním se plody obsahující hodně škrobu a tuku sbírají, melou na mouku a dále kuchyňsky zpracovávají. V minulých staletích se plody konzumovaly i v Evropě, odkud ale kotvice plovoucí postupně téměř vymizela.
Rostliny rostoucí ve volné přírodě poskytují úkryt larvám komárů a rybímu plůdku, který se později larvami živí. Uměle se vysazují do zahradních jezírek a výjimečně i do sladkovodních akvárií.

## Galerie

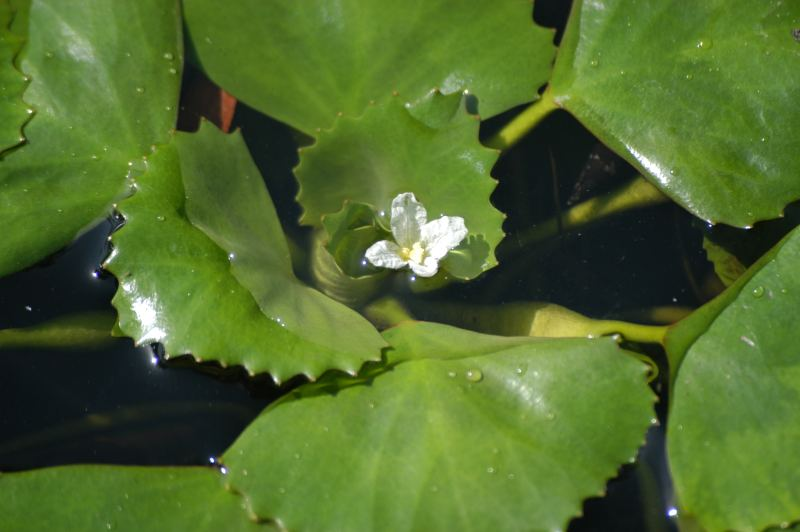
Květ
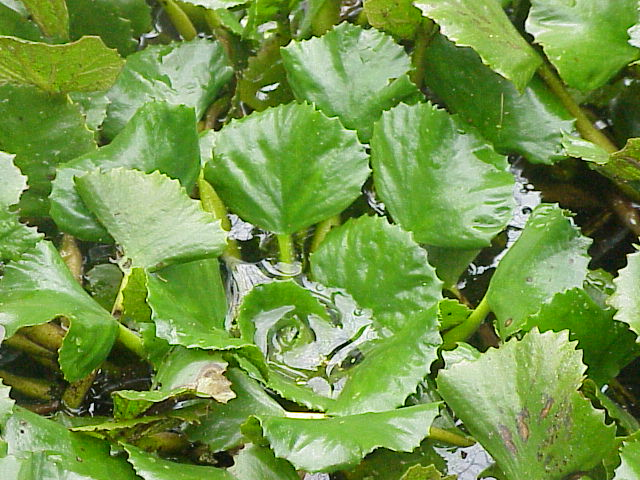
Listy
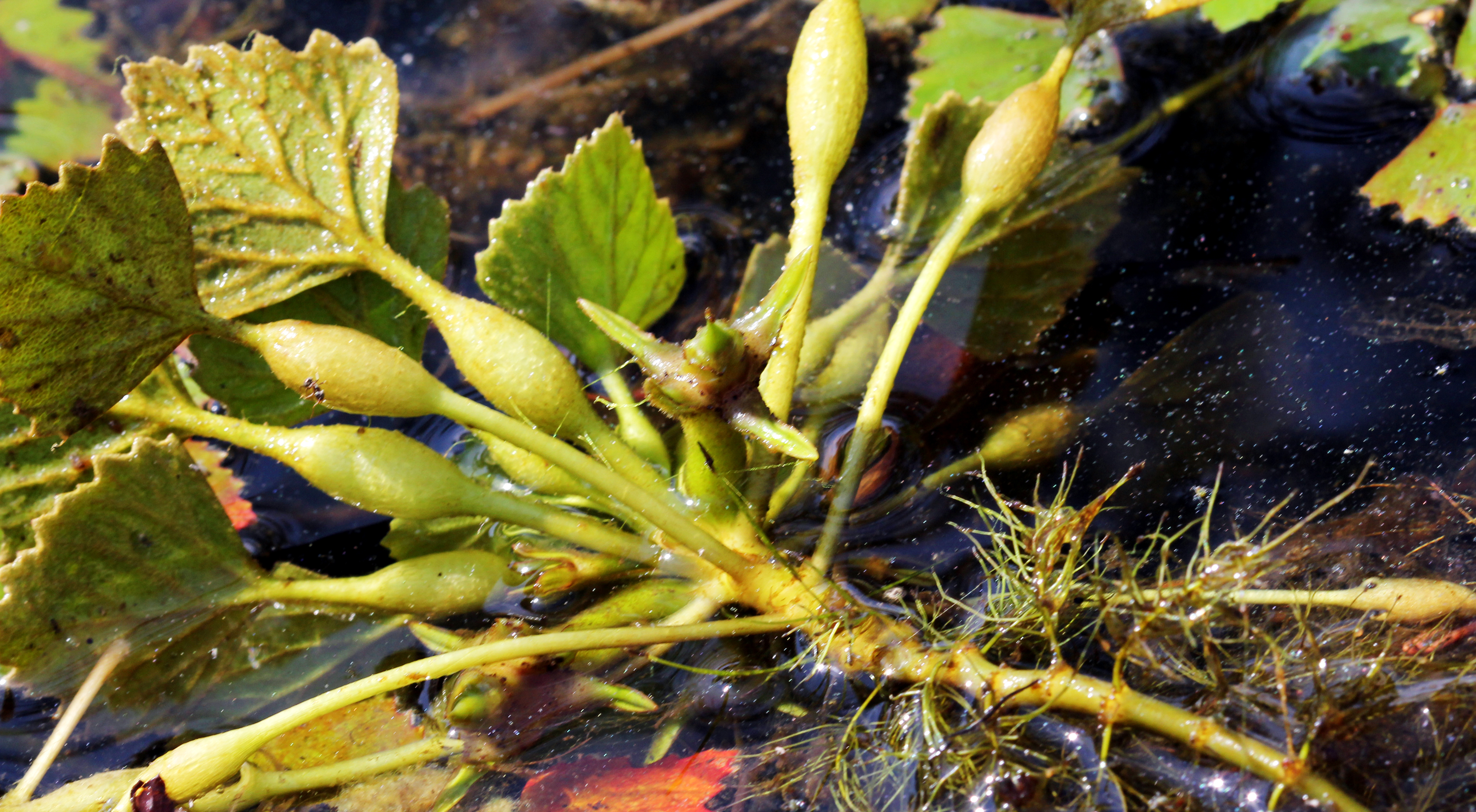
Rostlina s kořeny
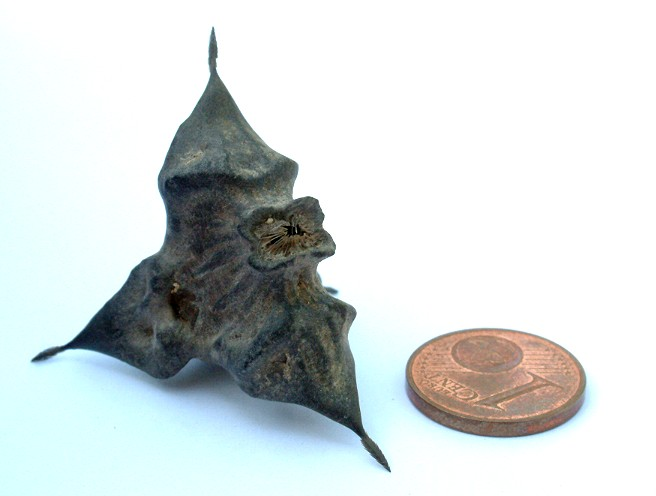
Plod